# Crazy Beat
Crazy Beat è un brano musicale del gruppo inglese dei Blur, pubblicato come singolo discografico estratto dall'album Think Tank nel 2003.

## Il brano
Il brano rappresenta il secondo singolo estratto dal settimo album in studio del gruppo, dopo Out of Time. Il brano, così come la maggior parte di quelli presenti nel disco, è stato realizzato senza il chitarrista Graham Coxon, che ha lasciato il gruppo durante le registrazioni. Il brano è stato registrato a Marrakech, in Marocco.

## Il video
La canzone è stata accompagnata da due video musicali. Nel video ufficiale si vede il gruppo (come trio) che esegue la canzone, alternato ad un fulmine verde che distrugge tutto. La versione alternativa del video ha come protagoniste quattro donne che danzano vestite tutte uguali, cioè con un abito marrone e una parrucca bionda.

## La copertina
La copertina del singolo è un ritratto satirico raffigurante la famiglia reale britannica realizzato dell'artista Banksy. Il murale si trovava (è stato cancellato) nel distretto londinese di Stoke Newington.

## Tracce
7"
1. Crazy Beat
2. The Outsider

CD
1. Crazy Beat
2. Don't Be
3. Crazy Beat (alternative video)

## Formazione
- Damon Albarn - voce, chitarra
- Alex James - basso
- Dave Rowntree - batteria

## Classifiche
| Classifica (2003)         | Posizione massima |
| ------------------------- | ----------------- |
| Canada                    | 30                |
| Germania                  | 98                |
| Regno Unito               | 18                |
| Stati Uniti (alternative) | 22                |
| Svezia                    | 20                |